# یهودی سرگردان (رمان)

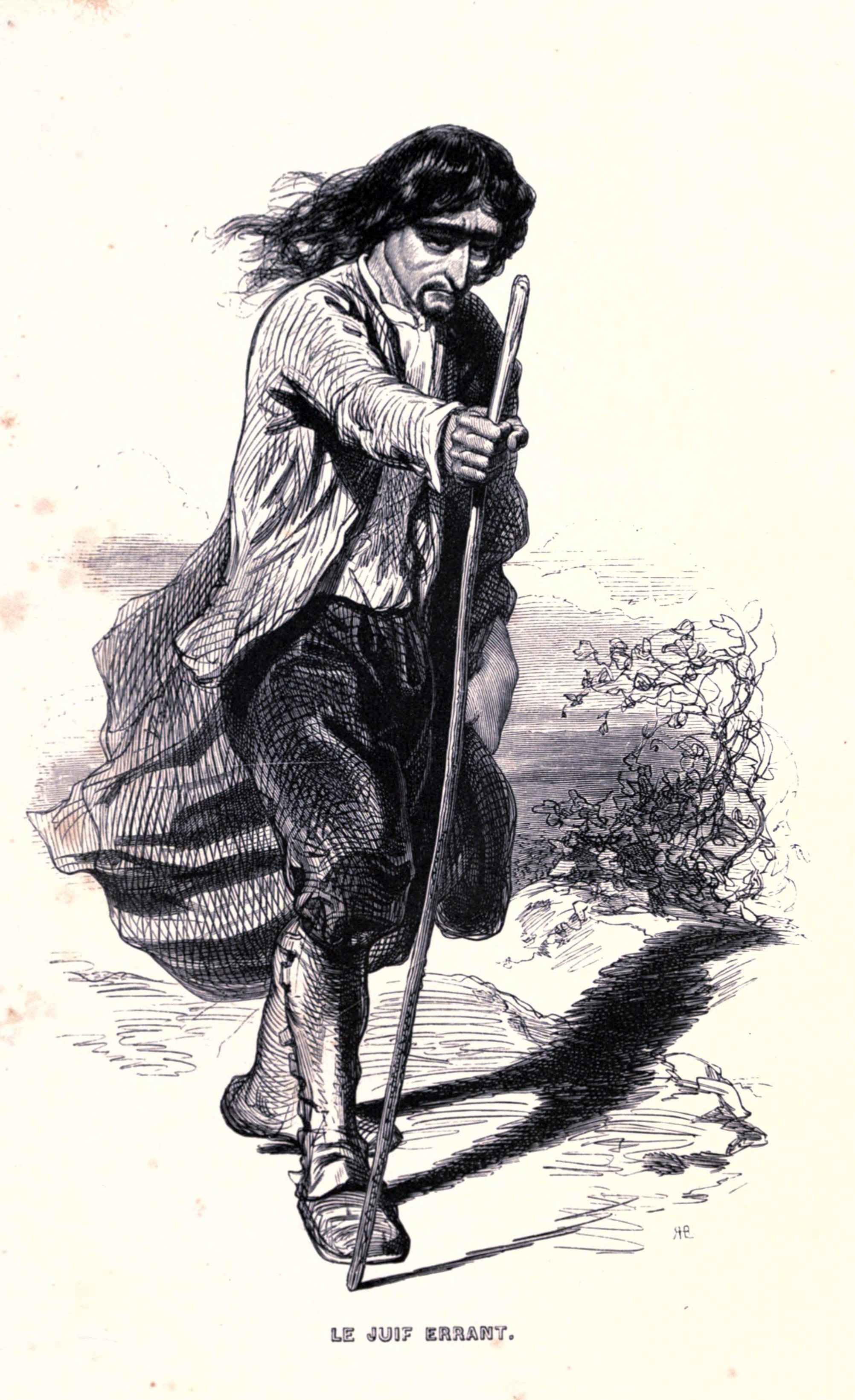
Le Juif errant

یهودی سرگردان (به فرانسوی: Le Juif Errant) نام رمانی است که اوژن سو در سال ۱۸۴۵ میلادی به زبان فرانسه نوشته‌است.
این رمان که در زبان اصلی بیش از ۸۰۰ صفحه دارد در زمان نشر در پاریس محبوبیتی بی‌سابقه یافت. داستان‌های این رمان در آغاز به‌طور زنجیره‌ای در مجلات انتشار می‌یافت. ترجمهٔ فارسی این رمان در ۱۳۰۸ خورشیدی توسط حسینقلی مستعان در ۲ جلد منتشر شد.